# Heldenbok
De heldenbok, ook wel heldebok of grote eikenbok (Cerambyx cerdo) is een kever uit de familie boktorren (Cerambycidae).
Het is met een lichaamslengte van meer dan vijf centimeter een van de grootste kevers van Europa, die daarnaast te herkennen is aan de lange antennes en dan vooral die van de mannetjes. De heldenbok kwam vroeger waarschijnlijk ook in België en Nederland voor maar is hier al lange tijd verdwenen. Slechts af en toe wordt een exemplaar aangetroffen maar deze zijn afkomstig van geïmporteerd hout. De larven leven van eikenhout en ontwikkelen zich in twee tot vijf jaar.
De larven knagen duimdikke gangen in het hout waarin ze leven waardoor de stabiliteit van de boom ernstig kan worden aangetast wat tot gevaarlijke situaties kan leiden. De larven leven vrijwel uitsluitend van het hout van de eik (Quercus).

## Verspreiding

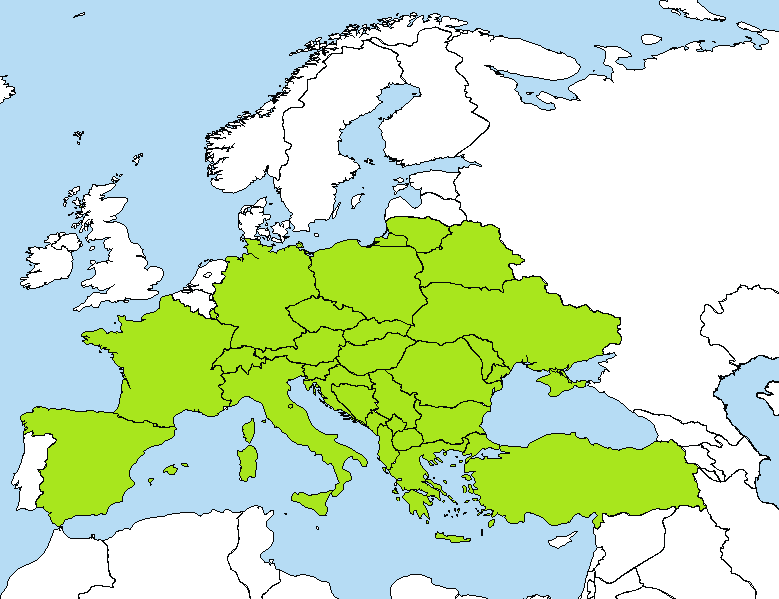
Verspreiding van de heldenbok in Europa.

De heldenbok is voornamelijk een palearctische soort die voorkomt in grote delen van zuidelijk en centraal- Europa tot in delen van Azië en het Midden-Oosten en het zuidelijkste deel van het verspreidingsgebied bevindt zich in noordelijk Afrika. In Europa komt de heldenbok voor in de landen Azerbeidzjan, Wit-Rusland, Duitsland, Frankrijk, Georgië, Hongarije, Italië, Moldavië, Oekraïne, Oostenrijk, Polen, Spanje, Tsjechië en Zwitserland. In Portugal komt de heldenboktor niet voor.
In Azië en het Midden-Oosten komt de kever voor in de landen Armenië, Azerbeidzjan, Iran, Turkije en in noordelijk Afrika is de soort te vinden in Algerije, Marokko en Tunesië.
De heldenbok komt binnen zijn areaal niet overal algemeen meer voor, en is in delen van zijn verspreidingsgebied zeldzaam. Zie voor menselijke bedreigingen onder bedreiging en bescherming.

### In België en Nederland
De heldenbok komt in Nederland en België niet in de natuur voor. Er zijn weleens exemplaren aangetroffen maar deze zijn waarschijnlijk met geïmporteerd eikenhout meegekomen. Vroeger kwam de kever waarschijnlijk wel voor in Nederland, van de heldenbok zijn subfossiele vondsten gedaan in Groot-Brittannië. In Duitsland was de verspreiding van de heldenbok veel groter en kwam de soort algemener voor. De huidige grens van het verspreidingsgebied in Duitsland is de deelstaat Rijnland-Palts. De belangrijkste reden van het verdwijnen van de kever is het opruimen van oude, zieke eiken waardoor er voor de larven geen voedselaanbod is. De soort is waarschijnlijk al eeuwen uit Nederland verdwenen. Enkele meer recente waarnemingen komen uit Oosterhout (NB) uit 1935 en uit Gronsveld (L) in 1965.
Ook in België komt de soort niet in het wild voor, wel zijn hier enkele waarnemingen gedaan zoals rond Brussel en Luik. Ook dit betreft waarschijnlijk geïmporteerde exemplaren.
De exemplaren die in Vlaanderen zijn aangetroffen komen allen uit de omgeving van houtzagerijen waardoor het zeer waarschijnlijk is dat ook deze exemplaren per ongeluk zijn geïmporteerd hout. De heldenboktor kwam in het verre verleden waarschijnlijk wel in België voor.

## Kenmerken

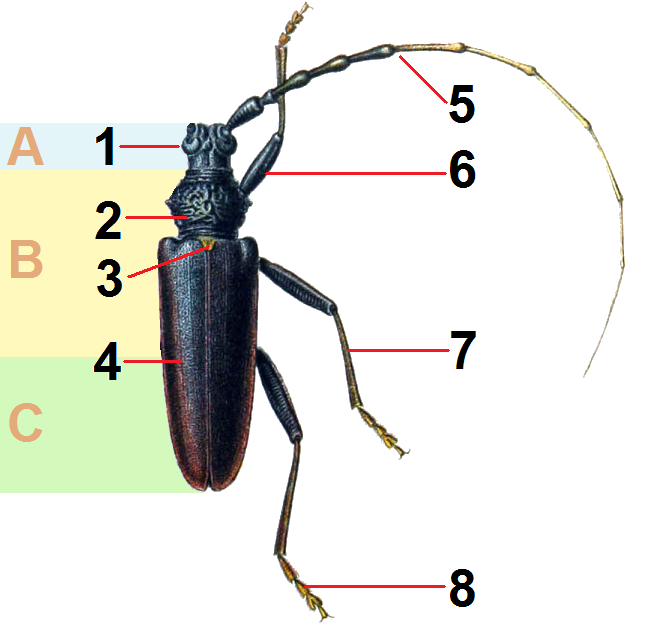
Lichaamsdelen van de heldenbok.

De heldenbok heeft een zeer donkere tot zwarte lichaamskleur waarbij alleen de achterzijde van het lichaam roodbruin van kleur is. De rest van het lichaam is inclusief poten, kop en onderzijde meestal geheel zwart van kleur. De lichaamsvorm is zeer langwerpig, de heldenbok bereikt een lichaamslengte van 24 tot 53 millimeter, exclusief antennes.
Wat direct opvalt zijn de zeer lange antennes, die van de vrouwtjes zijn ongeveer even lang als de gehele lichaamslengte. De antennes van mannetjes zijn echter veel langer dan het lichaam en hebben een opvallende, zweepachtige vorm. Ze zijn zo lang dat de pop van de kever, waarin alle ledematen al duidelijk zichtbaar zijn, twee duidelijke lassoachtige structuren bevat waarin de antennes worden gevormd. Zowel de mannetjes als de vrouwtjes hebben eenzelfde aantal antennesegmenten, beide seksen hebben elf geledingen. Bij de mannetjes worden de geledingen naar het einde toe steeds langer en smaller en eindigen ten slotte in een zeer dun en langgerekt lid. Door de lange antennes is het mannetje beperkt in zijn doen en laten en lijkt hij op het eerste gezicht geen voordeel te hebben met deze aanhangsels. Dergelijke extremiteiten komen bij insecten echter wel vaker voor en dienen in de regel als primair geslachtskenmerk; de mannetjes met 'de langste' zijn voor de vrouwtjes het aantrekkelijkst. Een voorbeeld zijn mannelijke steeloogvliegen uit de familie Diopsidae die ogen op lange steeltjes hebben en de meer verwante harlekijnboktor (Acrocinus longimanus) waarvan het mannetje extreem lange voorpoten heeft.
De kop van de boktor is vrij klein, aan de voorzijde van de kop zijn de kaken zichtbaar als twee vrij grote, tangachtige structuren. Tussen de kaakdelen zijn de overige monddelen zichtbaar, die bestaan uit een haarachtige pluk die goudgeel van kleur is en daardoor duidelijk afsteekt tegen de zwarte kleur van de rest van de voorzijde van de kever. De ogen zijn moeilijk te zien omdat de gehele kop zwart van kleur is en de ogen zijn relatief klein en worden vaak deels door de lange en aan de basis erg brede antennes verborgen. De ogen zijn bij nadere bestudering te herkennen aan hun afwijkende structuur bestaande uit vele zwarte bolletjes. Het facetoog van de boktor bestaat uit vele tientallen lensjes die samen één geheel vormen en van de bovenzijde van de kop doorlopen naar de zijkant van de kop.

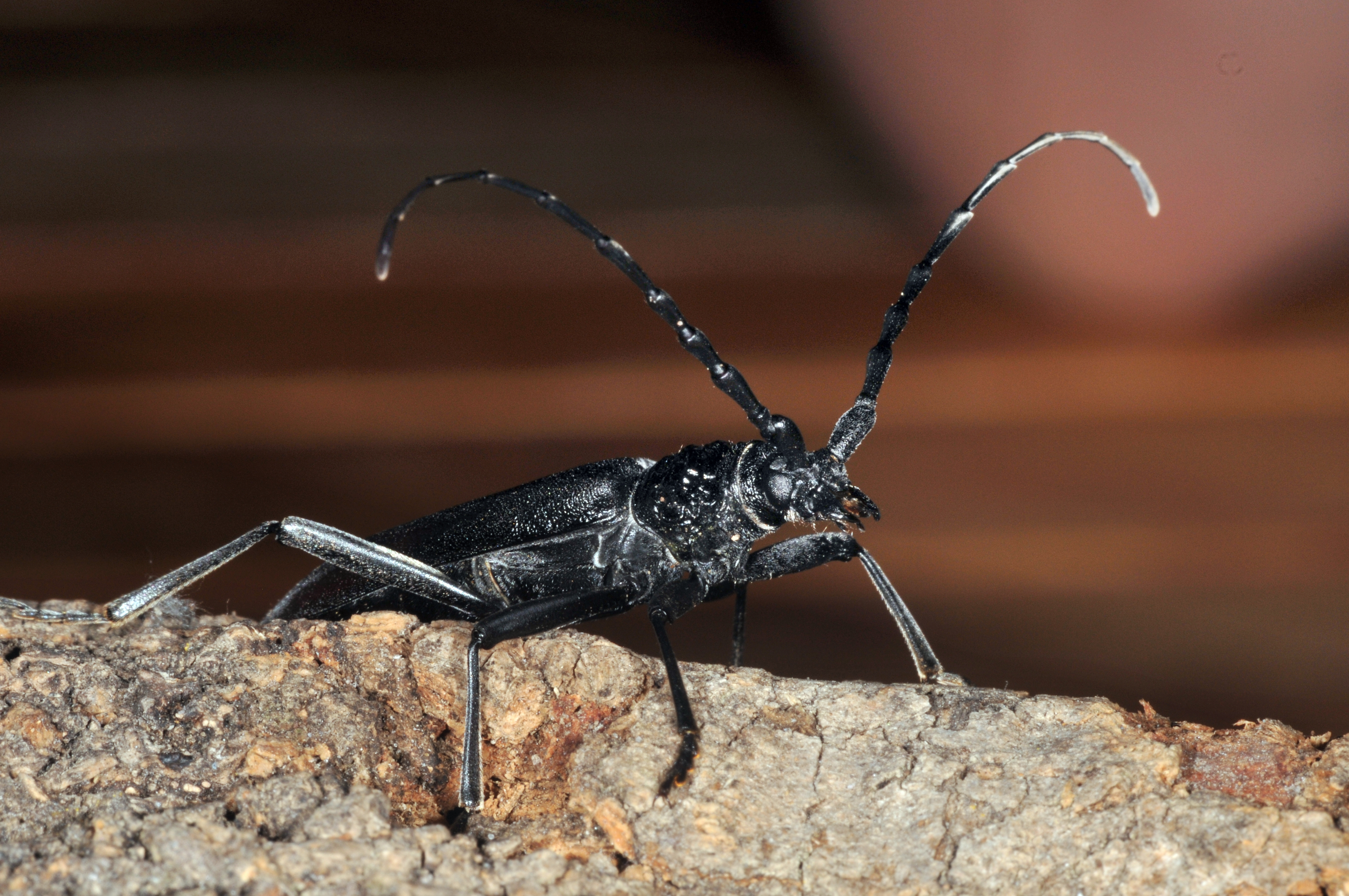
Vooraanzicht van een vrouwtje.

De grens tussen de kop en het borststuk is niet zo duidelijk afgesnoerd als bij veel andere kevers, het kopschild en het halsschild sluiten goed aan. Het halsschild is wel duidelijk te herkennen aan de zeer wrattige structuur, aan weerszijden van het hallsschild is een duidelijke stekelachtige structuur aanwezig die zijwaarts is gericht. De bovenzijde van het borststuk wordt aan de voorzijde beschermd door het halsschild en aan de achterzijde is het borststuk samen met het gehele achterlijf onder de vleugels gelegen. Net als bij andere insecten draagt het borststuk zes poten aan de onderzijde en vier vleugels aan de bovenzijde. Bij de kevers zoals de heldenbok zijn de zichtbare vleugels, de aan de bovenzijde gelegen voorvleugels, verhard en dienen ter bescherming van het achterste deel van het lichaam. Met name de dunne en vliezige achtervleugels worden goed beschermd, dit vleugelpaar wordt gebruikt om mee te vliegen.
De poten van de heldenboktor zijn zwart van kleur en hebben een lange en sprieterige vorm. De poot bestaat net als andere insecten uit verschillende delen. De coxa of heup vormt de verbinding van de poot met het lichaam en is aan de bovenzijde niet te zien. De heup is middels de trochanter
verbonden aan de dij of femur, het volgende deel is de scheen of tibia en ten slotte volgt de tarsus of voet. Deze bestaat uit vijf geledingen waarbij de laatste twee kleine klauwtjes draagt. Hierdoor kan de heldenbok verticaal tegen bomen oplopen. De poten dragen op de gewrichten kleine stekeltjes die de sporen worden genoemd.
Het achterlijf wordt aan de bovenzijde aan het oog onttrokken door de dekschilden, aan de onderzijde is de gelede structuur te zien. Het achterlijf wordt aan de bovenzijde beschermd door chitineuze platen die de tergieten worden genoemd en aan de onderzijde zijn de sternieten gelegen die eenzelfde functie hebben. Bij de vrouwtjes steekt een deel van het achterlijf duidelijk uit aan de achterzijde door de aanwezigheid van de ovipositor of legboor. Hiermee worden de eitjes afgezet in spleten in het hout.

### Onderscheid met andere soorten
De heldenbok lijkt op de eikenboktor (Cerambyx scopolii), maar wordt groter en heeft meestal een roodbruine kleur dekschilden, echter niet altijd. Vaak is alleen de achterzijde van de dekschilden roodbruin, ook heeft de heldenbok een wat spitser toelopend achterlijf en lichtere tot roodbruine achterlijfspunt.
Andere boktorren die weleens voorkomen in België en Nederland zijn door hun markante vormen en kleuren duidelijk te onderscheiden. Veel soorten hebben bijvoorbeeld gebandeerde antennes die bij de heldenbok altijd ontbreken. Andere voorbeelden zijn de kleine wespenbok (Clytus arietis) en de alpenboktor (Rosalia alpina).

## Levenswijze

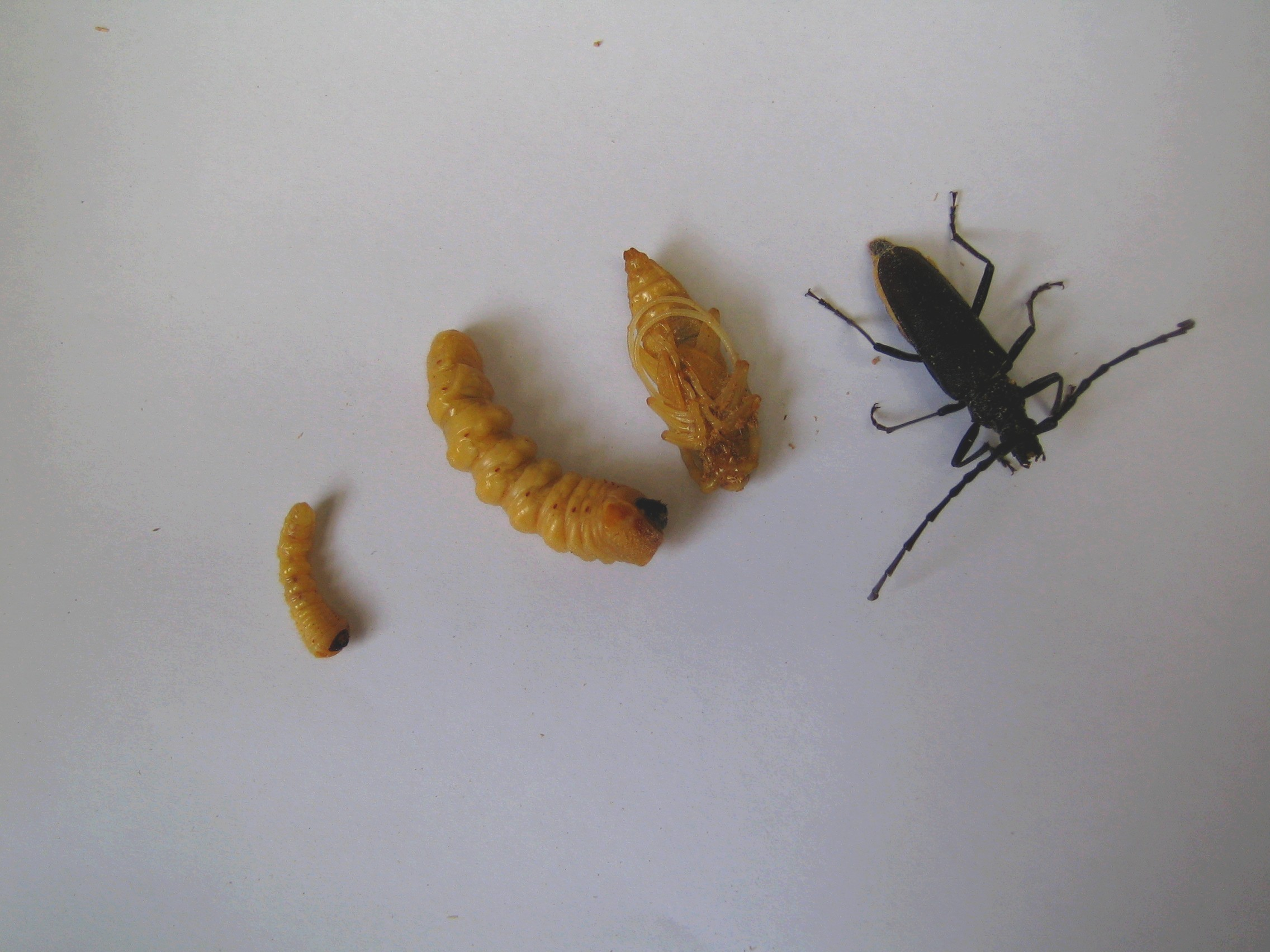
Verschillende stadia, van links naar rechts een jonge larve, oudere larve, pop van een mannetje en een volwassen vrouwtje.

De heldenbok is schemeractief en houdt zich overdag op op boomstammen. Alleen op warme avonden vliegen de kevers maar blijven bij de boom waar ze zijn opgegroeid in de buurt, de kever staat bekend als bijzonder honkvast. Een gevolg van dit gedrag is dat de soort zich hierdoor niet snel verspreidt.
De volwassen kevers zijn in staat om geluiden te produceren door verharde en geribbelde lichaamsdelen langs elkaar te strijken, wat stridulatie wordt genoemd. Dit komt ook bij andere insecten voor zoals cicaden en rechtvleugeligen en ook van de meer verwante muskusboktor is dit vermogen bekend. De heldenbok heeft een rij opstaande richels op het achterlijf die langs een verharde rand worden gestreken.

### Voortplanting en ontwikkeling
De heldenboktor komt in de zomer tevoorschijn en plant zich in juni en juli voort. De vrouwtjes zetten ongeveer 100 tot 400 eitjes af die in spleten in hout van eikenbomen worden geplaatst. Na een embryonale ontwikkeling van ongeveer 8 tot 12 dagen kruipen de larven uit het ei, die dan nog slechts een paar millimeter lang zijn. De larven vreten zich eerst een weg door de buitenlaag van het hout, onder de bast waar ze de eerste tijd van leven. Na de eerste overwintering zijn de larven al groter en beginnen vervolgens aan het spinthout en ten slotte wordt het kernhout gegeten. Dit is de binnenste laag van de boom en de larven zijn al behoorlijk groot zodat de vraatgangen zo dik zijn als een duim. Na twee jaar zijn ze ongeveer 60 tot 70 millimeter lang.
De larve van de heldenboktor is crèmewit van kleur en heeft een duidelijk gesegmenteerd lichaam. De voorzijde is duidelijk verbreed en is te onderscheiden aan de oranjegele monddelen. De larve is te onderscheiden van andere in het hout levende kevers door de korrelige plekken aan de bovenzijde van het lichaam. De larve wordt in het laatste stadium zo'n 70 tot 100 millimeter lang voor deze volledig is ontwikkeld. Het larvestadium duurt drie tot vijf jaar. Net als andere meerjarige kevers zoals het vliegend hert (Lucanus cervus) overwinteren de larven in het hout. Er worden brede en lange gangen gegraven in de boom en in sommige streken, waar de heldenbok nog algemeen voorkomt, wordt deze soort zelfs als plaag gezien vanwege de schade in boomkwekerijen. Door de lange en brede vraatgangen wordt het hout economisch gezien waardeloos.

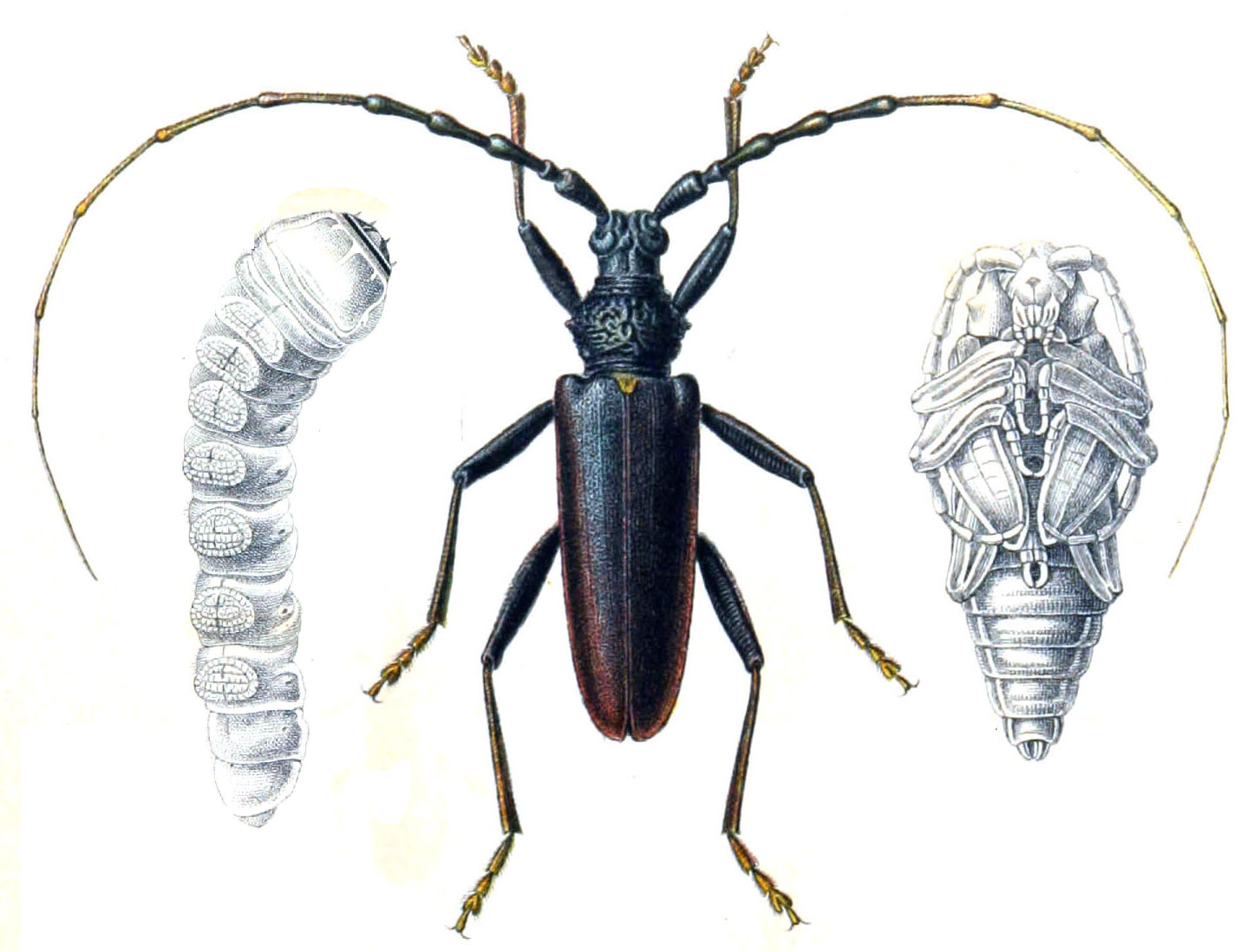
Mannetje met links de larve en rechts de pop.

Als de larve volledig is ontwikkeld vindt de verpopping plaats. Net als andere kevers kent de heldenbok een volledige gedaanteverwisseling waarbij de wormachtige larve een ruststadium kent in een pop waarbij het lichaam wordt omgebouwd naar de volwassen vorm of imago. De verpopping vindt plaats in een speciale, haakvormige gang die tot vlak onder de boomschors wordt geknaagd. Omdat de mannetjes extreem lange antennes hebben zijn de mannelijke poppen makkelijk te onderscheiden van de vrouwelijke poppen. De larve verpopt in de speciale gang aan het einde van de zomer en nog voor de winter kruipt de kever uit zijn pop. De imago blijft echter in de popkamer zitten om te overwinteren. Pas als de temperaturen hoog genoeg zijn in de volgende zomer komt de kever tevoorschijn.
De ontwikkeling van de larven is sterk afhankelijk van het voedselaanbod en met name de temperatuur. In heel warme delen van het verspreidingsgebied zoals in noordelijk Afrika zijn de larven na twee jaar volledig ontwikkeld en vindt de verpopping plaats. Na ongeveer een maand is de kever volledig ontwikkeld. In meer gematigde streken zoals westelijk Europa is de ontwikkelingsduur veel langer en kan oplopen tot vijf jaar.
De volwassen heldenbok zoekt sapstromen van bomen of overrijp fruit op om zich te voeden en gaat pas na enige tijd op zoek naar een partner, waarna de voortplantingscyclus opnieuw begint. De volwassen kever leeft ongeveer drie tot vijf weken.

Afbeeldingen: voortplanting en ontwikkeling
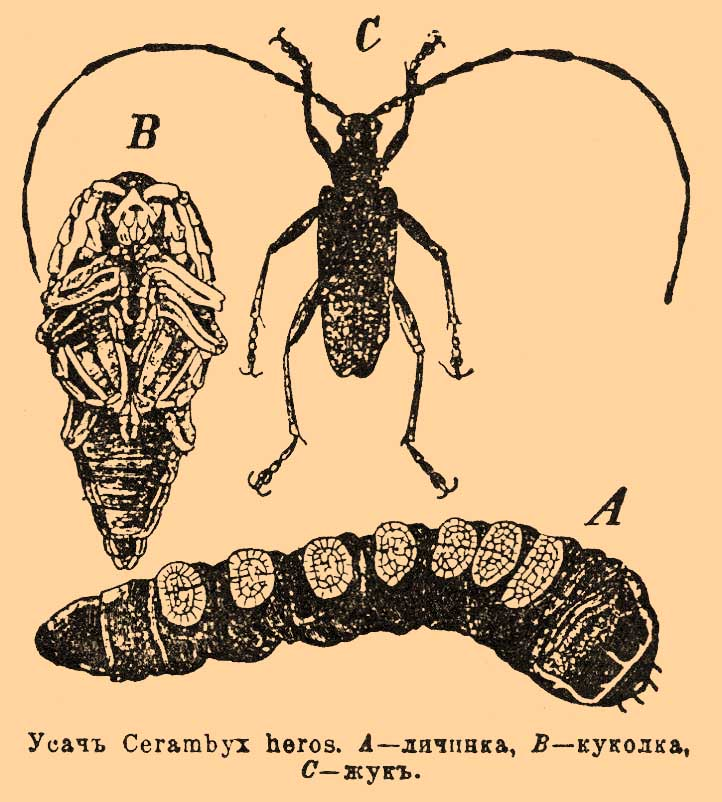
Tekening van de larve, pop en kever
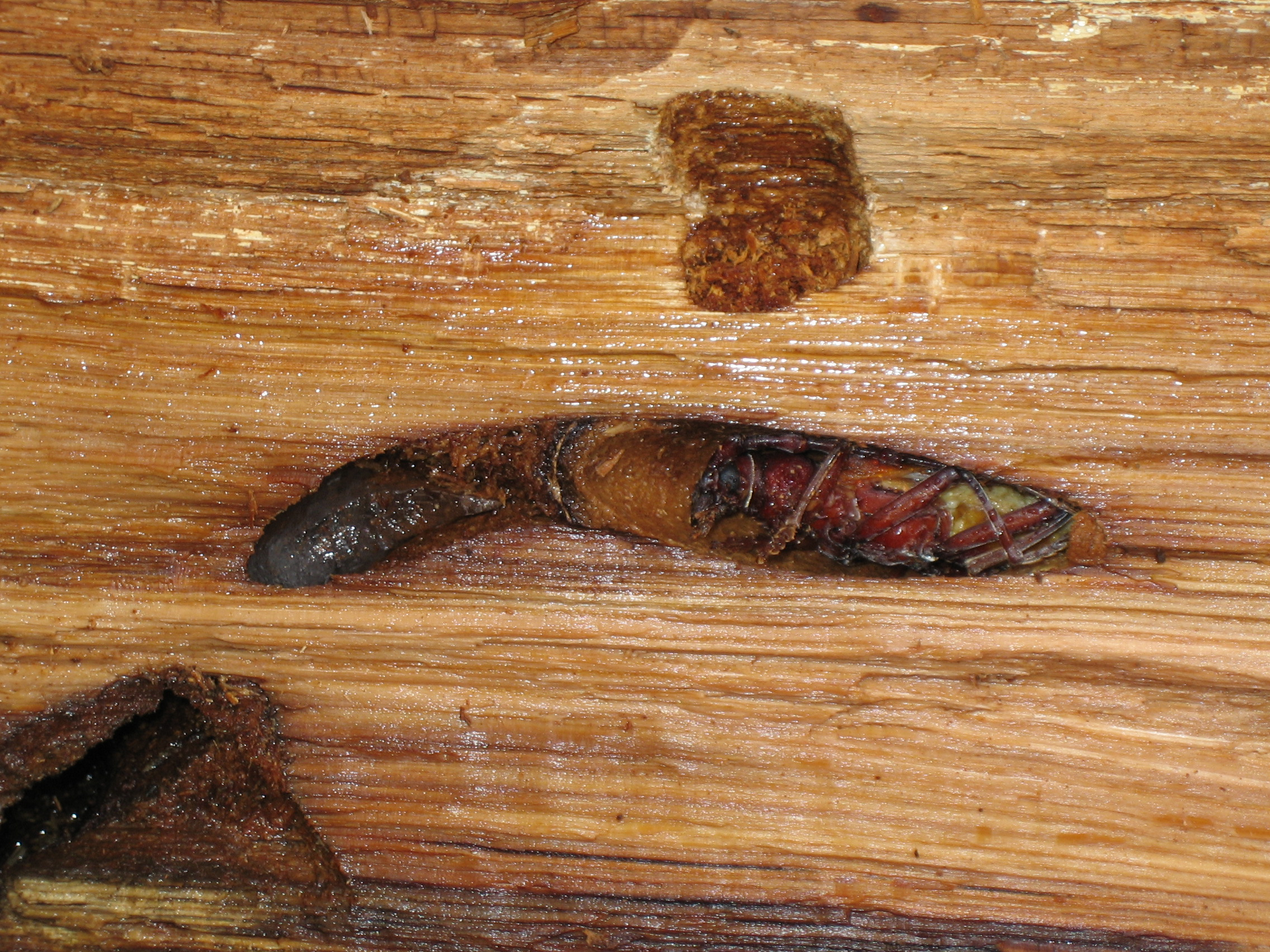
De kever overwintert in zijn popkamer
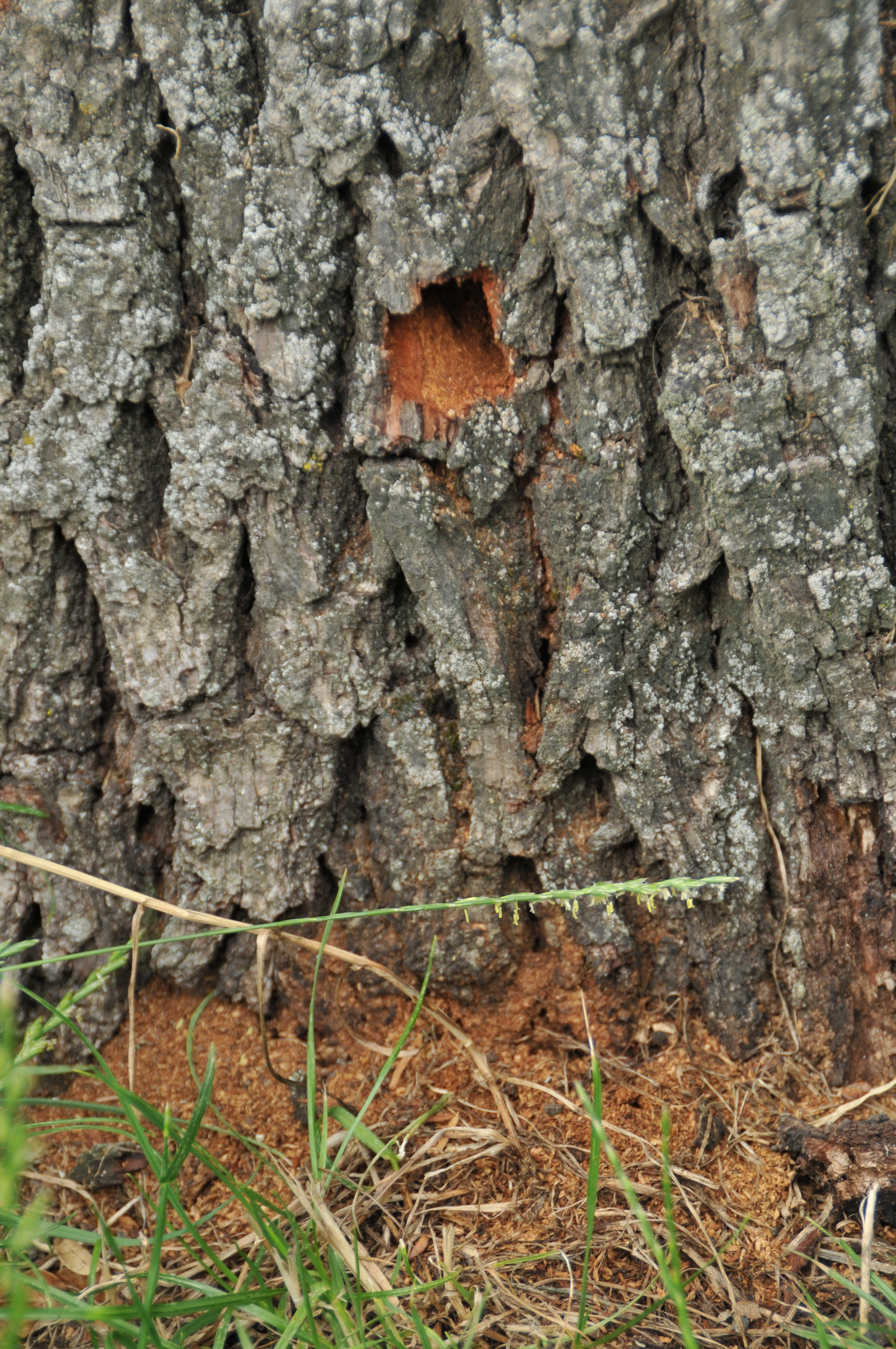
Uitvlieggat
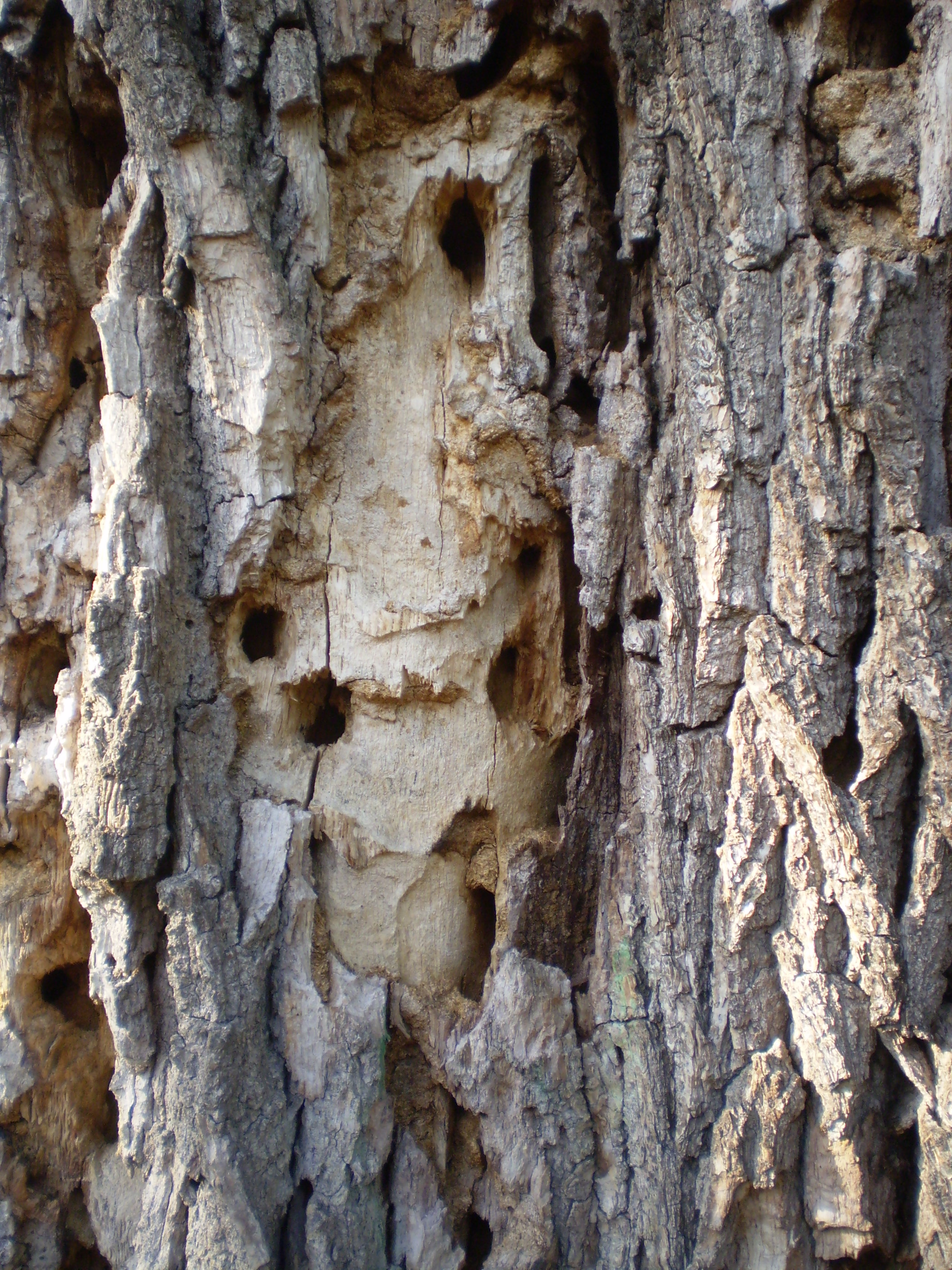
Uitvlieggaten

### Voedsel en vijanden

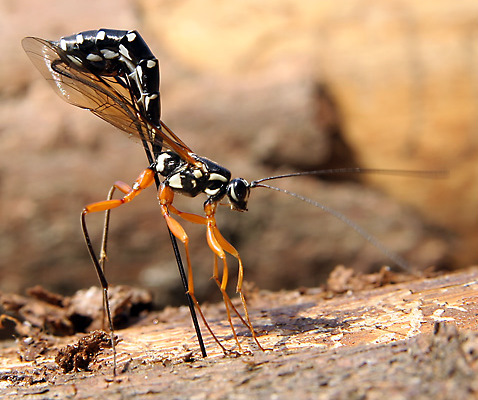
De sluipwesp Rhyssa persuasoria boort met haar zeer lange legbuis dwars door het hout.

De larve is een zogenaamde 'houtworm' die leeft van het hout van bomen. De larve boort net als andere in hout levende keverlarven gangen in het hout van verschillende bomen, waarbij een sterke voorkeur uitgaat naar het hout van de eik. De larven prefereren oude, zieke bomen die alleen staan en niet worden overschaduwd maar waarvan de stam door de zon worden beschenen.
Zieke en zwakke bomen hebben de voorkeur maar de boom mag niet dood zijn, dit in tegenstelling tot keverlarven die van dood hout leven en drooghoutboorders worden genoemd. Een voorbeeld van een dergelijke kever is het vliegend hert (Lucabus cervus) maar de larve van de heldenbok heeft sapstromen in de boom nodig. De larve richt schade aan omdat dood hout ongeschikt is als voedsel en alleen levend hout wordt gegeten. Vaak zijn de bomen die worden aangetast al zwak of ziek. Aangetaste bomen worden zodanig in hun structuur aangetast dat ze om kunnen vallen.
In het grootste deel van het areaal wordt alleen de eik gebruikt als voedsel, meer specifiek de wintereik (Quercus robur) en de zomereik (Quercus petraea). In het zuidelijke deel van het verspreidingsgebied worden ook andere boomsoorten gebruikt, zoals Castanea (kastanje) en bomen uit het geslacht Ceratonia zoals de johannesbroodboom. Ook van bomen als berk, wilg, walnoot, iep en es is bekend dat ze soms door de larven worden gebruikt als voedsel.
De volwassen kever neemt niet veel voedsel meer op en houdt zich voornamelijk bezig met het zoeken naar een partner. Met de goudkleurige, penseel-achtige monddelen worden wondsappen van bomen en sappen van rijp fruit opgelikt.
De heldenbok heeft verschillende vijanden, een belangrijke predator zijn verschillende vogels die jacht maken op de larven door ze uit het hout te hakken met hun snavel. Daarnaast kent de kever verschillende parasieten en parasitoïden. Een bekende parasiet is Oobius rudnevi, deze kleine wesp-achtige is een zogenaamde eierparasiet die eitjes afzet in de eieren van verschillende kevers, waarna de larve van de wesp het embryo van de kever opeet in het ei. De sluipwesp Rhyssa persuasoria boort met de lange legbuis door het hout heen en zet zo de eitjes af in de larve van de boktor.

## Bedreiging en bescherming
De heldenbok is in aantal en verspreiding achteruitgegaan door het verdwijnen van oude eikenbossen. De kever heeft oude bomen nodig voor de ontwikkeling van de larven. Veel oude bomen worden echter opgeruimd en daarnaast worden bossen gekapt om plaats te maken voor landbouwactiviteiten. De bestaande oude eikenbossen worden versnipperd en doorkruist met wegen waardoor populaties van de kever worden gefragmenteerd. De kever zelf heeft de gewoonte om bij de boom te blijven waar het dier als larve is opgegroeid. Hierdoor worden nieuwe gebieden nauwelijks gekoloniseerd door de soort.
De soort wordt door de International Union for Conservation of Nature and Natural Resources (IUCN) beschouwd als kwetsbaar (VU), en wordt ook door de Europese Habitatrichtlijn beschermd. Een van de maatregelen die getroffen wordt om de kever voor een verdere achteruitgang te behoeden is het laten staan van oude, solitaire eiken in plaats van deze op te ruimen. Dergelijke maatregelen zijn overigens niet alleen voor de heldenbok voordelig maar kan ook goed uitpakken voor verschillende andere dieren die in verspreiding achteruitgaan, zoals andere kevers als het vliegend hert maar ook verschillende gewervelde dieren zoals een aantal uilen en verschillende soorten vleermuizen.

## Taxonomie en indeling

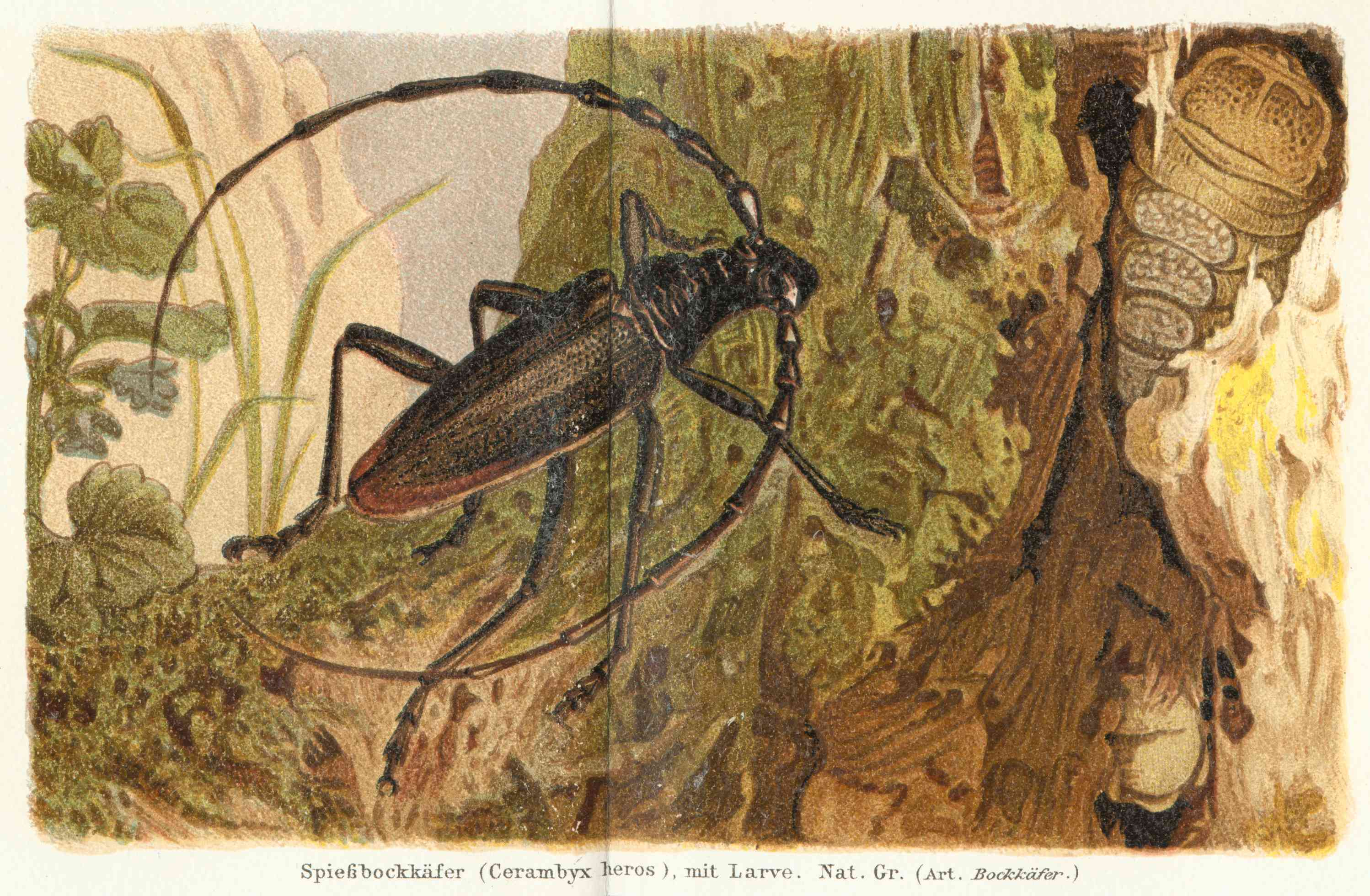
Tekening uit Meyers Konversations-Lexikon, 1888

De heldenbok behoort net als alle boktorren tot de familie Cerambycidae. Deze groep van kevers wordt gekenmerkt door een langwerpige lichaamsvorm en vaak bijzonder lange antennes. Bij veel soorten zijn de antennes een belangrijk geslachtsonderscheid, waarbij de antennes van de mannetjes langer worden. De heldenbok behoort tot het geslacht Cerambyx, dit is een groep van enige tientallen soorten die verspreid in Europa en Azië voorkomen. In Centraal-Europa wordt het geslacht door drie soorten vertegenwoordigd. De kleinere soorten van de groep worden wel onder het ondergeslacht Microcerambyx gerekend, zoals de eikenbok (Cerambyx scopolii).
De heldenbok werd voor het eerst wetenschappelijk beschreven in 1758 door Carl Linnaeus als Cerambyx cerdo var. major. De wetenschappelijke naam Cerambyx cerdo komt uit het Grieks. De wetenschappelijke geslachtsnaam Cerambyx is afgeleid van het Griekse κεράμβυξ, (kerambyx). De soort werd door de jaren heen met verschillende namen aangeduid, zo werden de soortnamen heros en luguber gebruikt en werd de kever tot het geslacht Hamaticherus gerekend. Enkele verouderde namen of synoniemen van de soort zijn:
- Cerambyx cerdo var. major
- Cerambyx heros
- Cerambyx luguber
- Hamaticherus heros
- Hammaticherus heros
- Cerambyx heres

## Afbeeldingen

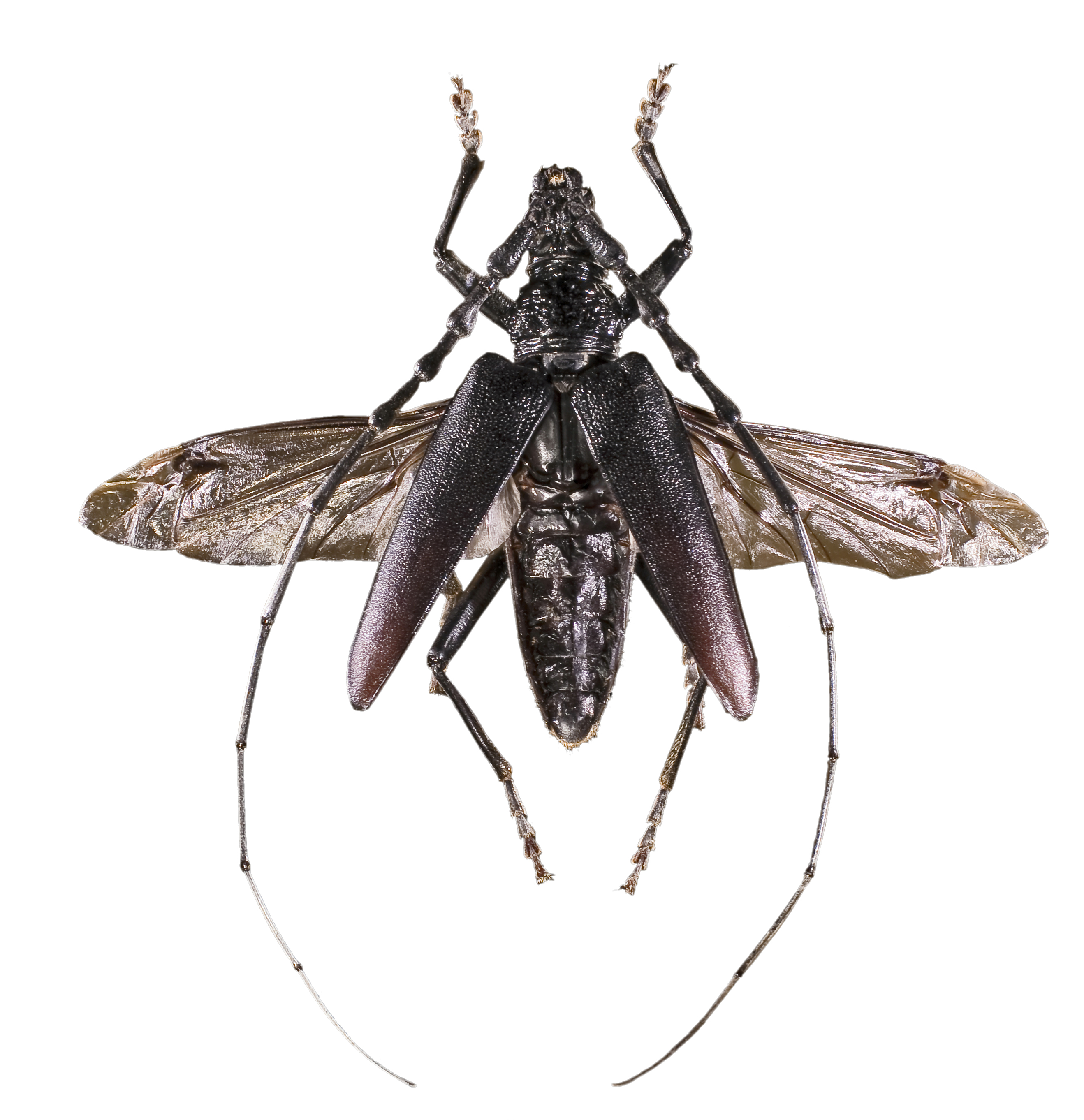
Mannetje met gespreide vleugels.
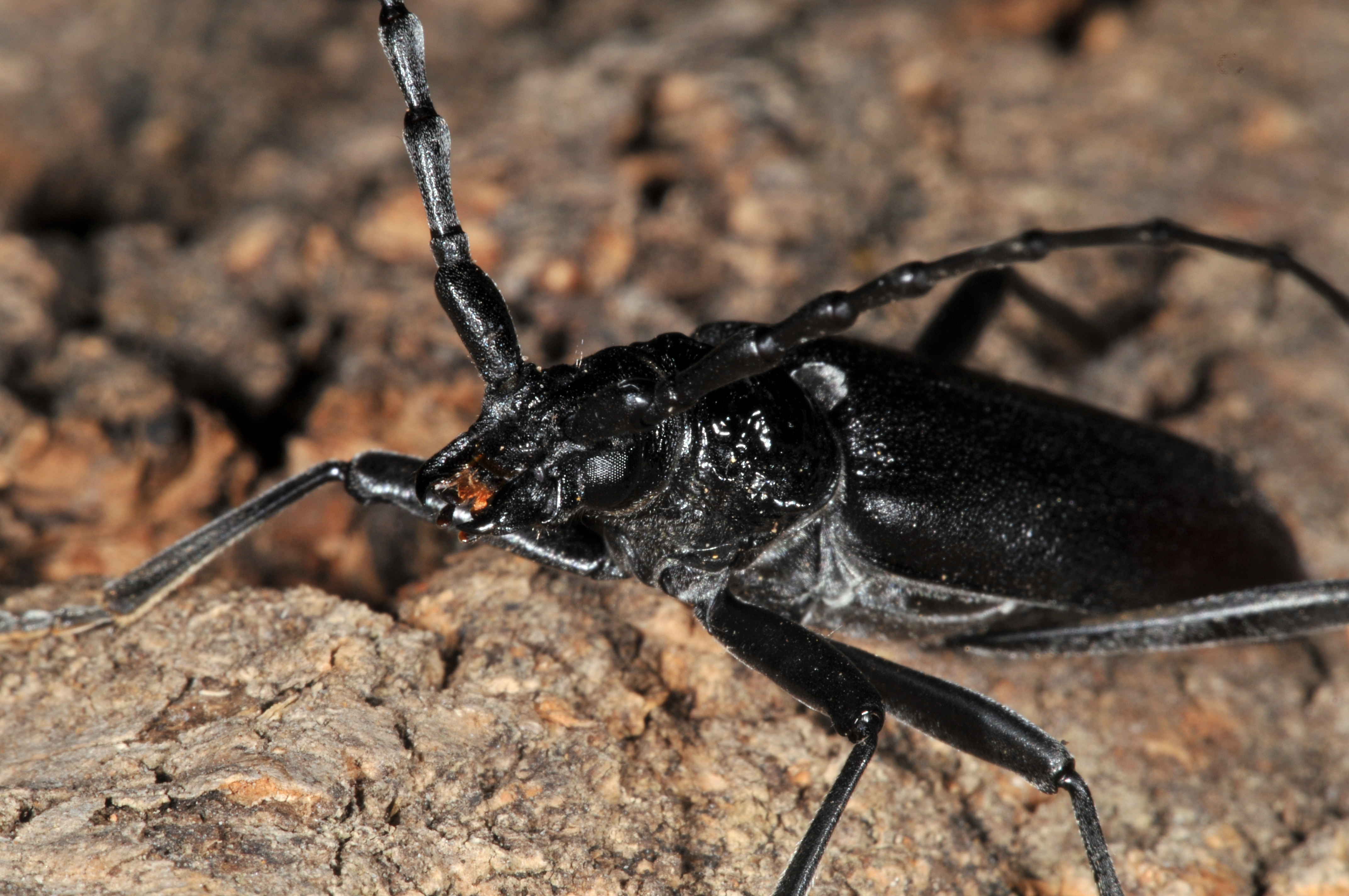
Detail van de kop
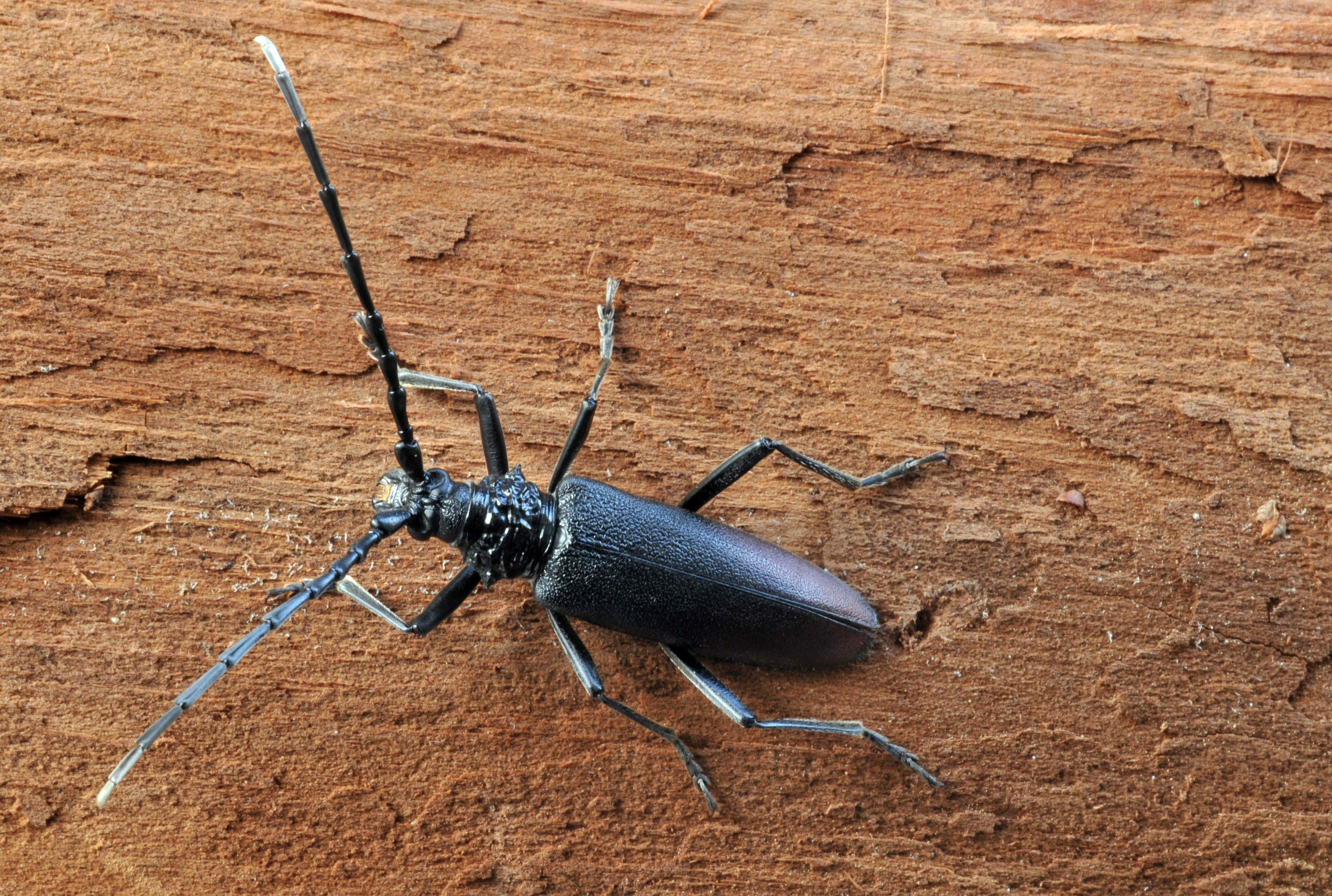
Exemplaar uit Hessen, Duitsland.
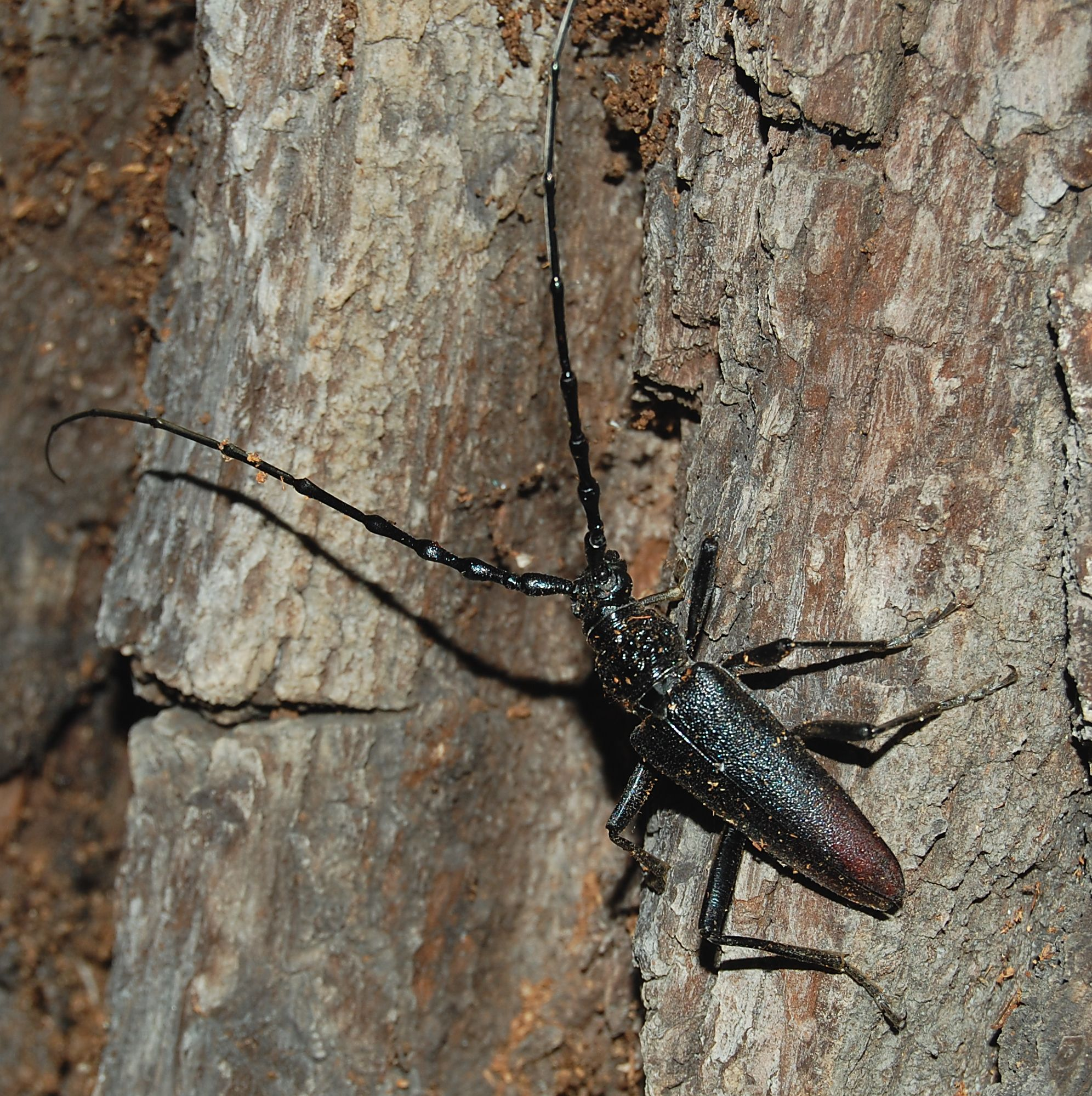
Mannetje uit Berlin-Pankow, Duitsland.
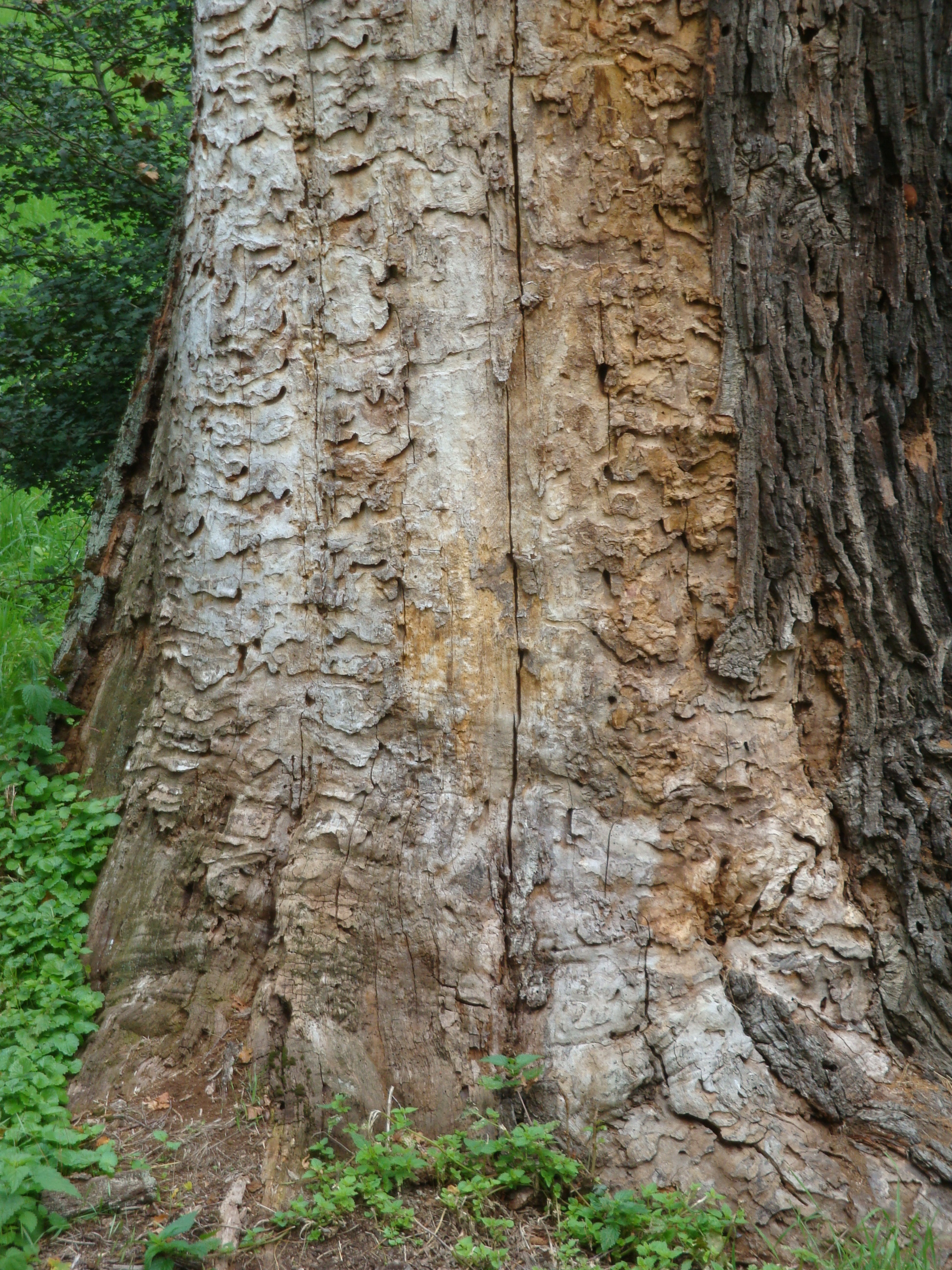
Vraatgangen larven heldenbok in eik bij Wörlitz.
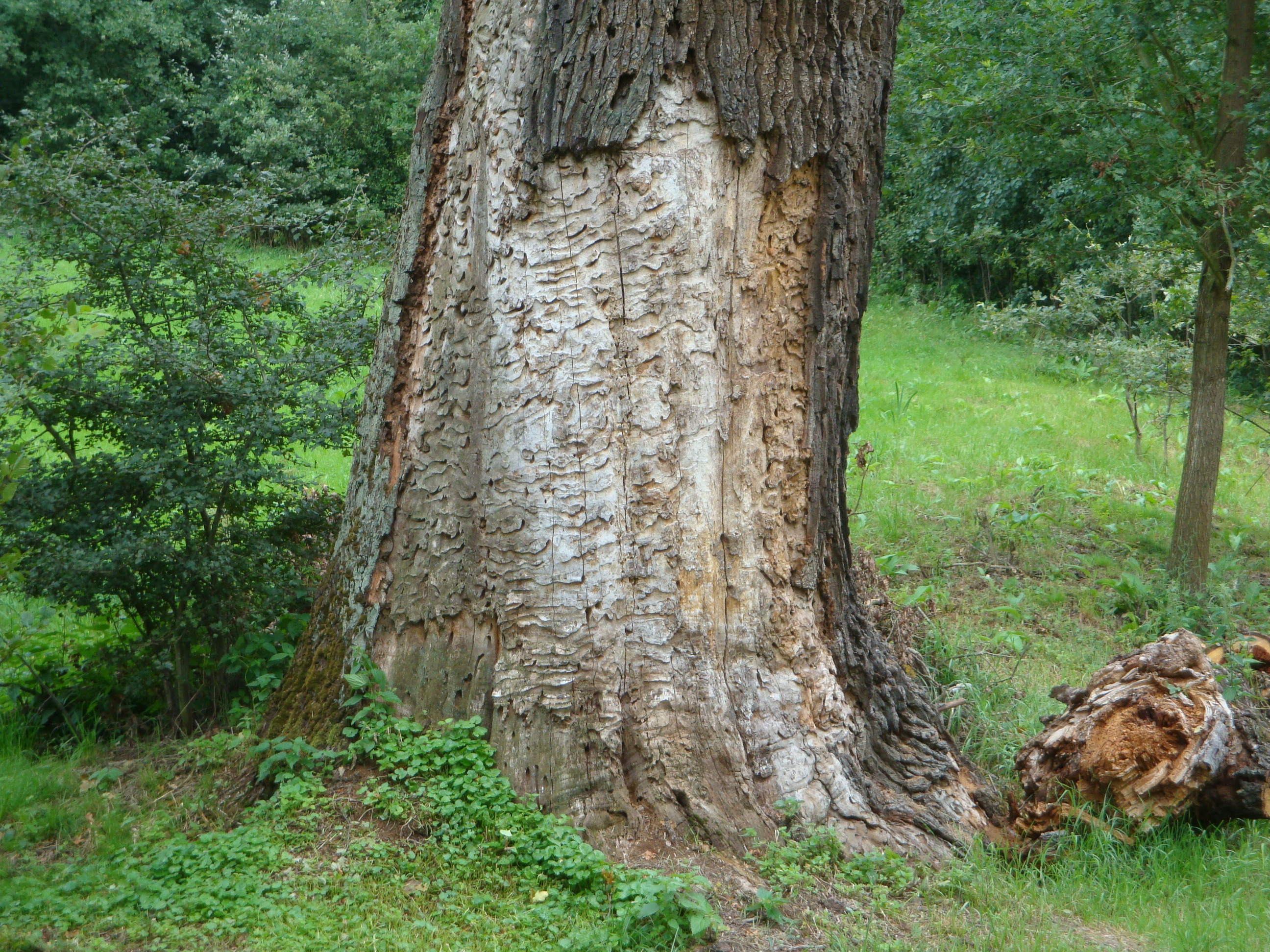
Vraatgangen larven heldenbok in eik bij Wörlitz.